# Brzeźniak (powiat łobeski)
Brzeźniak – wieś w Polsce położona w województwie zachodniopomorskim, w powiecie łobeskim, w gminie Węgorzyno.
Około 3 km na północ od Brzeźniaka znajduje się wzniesienie Wielot. Około 1,4 km na południe, za jeziorem Brzeźno, znajduje się wzniesienie Zamecznik.

## Historia
Wieś wraz z folwarkiem należała do rodu Borcke. W 1841 sprzedano folwark ekonomowi Wentzlowi. W 1866 wieś liczyła 192 mieszkańców i 26 domów mieszkalnych, folwark 146 mieszkańców i 8 domów. Przed 1775 istniała tutaj szkoła, w 1870 uczęszczało do niej 142 uczniów. W latach 1891–92 odkryto cmentarzyska z epoki brązu. W latach 1975–1998 miejscowość administracyjnie należała do województwa szczecińskiego.

## Zabytki
- Park dworski z początku XIX w., pozostałość po dworze
- Dawny młyn wodny wraz z otoczeniem[5]
- Kościół pw. św. Mikołaja Biskupa i cmentarz przykościelny. Kościół z XIX w. o konstrukcji szkieletowej drewnianej z ceglanym wypełnieniem. Zastąpił wcześniejszą budowlę, która spłonęła w 1823 roku. W 2005 rozpoczęto kompleksowe prace remontowe, bo świątynia była w bardzo złym stanie technicznym. Wymieniono prawie całą konstrukcję ryglową na nową, a pola międzyryglowe wypełniono starymi cegłami[6]. Kościół poświęcono 6 XII 1945 r.

## Osoby związane z Brzeźniakiem
- Peter Friedrich Christian von Borcke (ur. 12 września 1767 w Brzeźniaku, zm. 25 lutego 1822 w Świeszewie) – pruski generał dywizji i dowódca pułku dragonów.